# Синопсія
Синопсія (від грец. σύν — разом і грец. opsis — погляд) — загальна назва зорово-слухових асоціацій, що ґрунтуються на емоційно-смисловому оцінюванні тембрів і тональностей. 
Зв'язок між звуком і світлом, що впливає на процес створення і сприймання музики, був відомий ще в Давній Індії та Китаї. Деякі музиканти (М. Римський-Корсаков, О. Скрябін) були здатні до конкретно-кольорових відчуттів різних тональностей, акордів, тембрів. Ця здатність виявилася в створенні творів, де кольоровому світлу надавалась роль повноцінного музично-творчого компоненту (див. Світломузика).